# Ptačí pozorovatelna
Ptačí pozorovatelna či pozorovatelna ptáků nebo ornitologická pozorovatelna, je pozorovatelna a někdy i maskovaný úkryt, který slouží k pozorování zejména ptáků nebo dalších živočichů. Původně byly stavěny jako pomůcka při lovu a dnes se běžně budují v místech výskytu ptactva, kde je využívají profesionální nebo amatérští ornitologové a další milovníci birdwatchingu a přírody, kteří nechtějí rušit divokou zvěř při jejím pozorování. Jsou stavěny na všech kontinentech.

## Další informace
Typická ptačí pozorovatelna připomíná malou kůlnu, přístřešek s malými otvory nebo okny zabudovanými alespoň na jedné straně pozorovatelny. Avšak může mít i podobu jednoduché vyhlídky, plošiny, stěny, stanu, nebo i vícepodlažní věže umožňující pozorování velkého území. Může být umístěna také na stromech, v mokřadech či útesech apod. Někdy bývají využívány i jako rozhledny a vyhlídky.

## Galerie

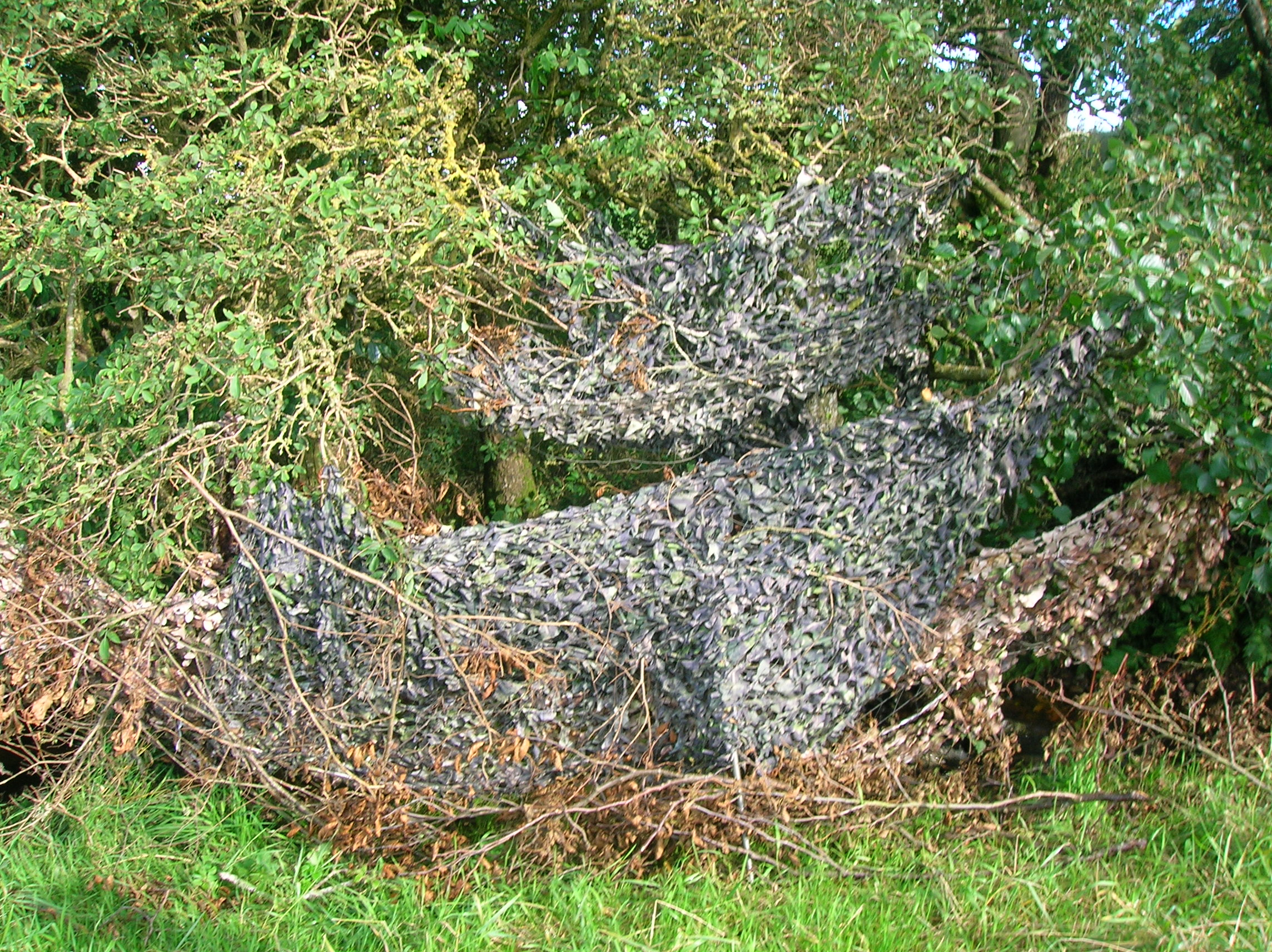
Jednoduchý maskovaný kryt ze sítí
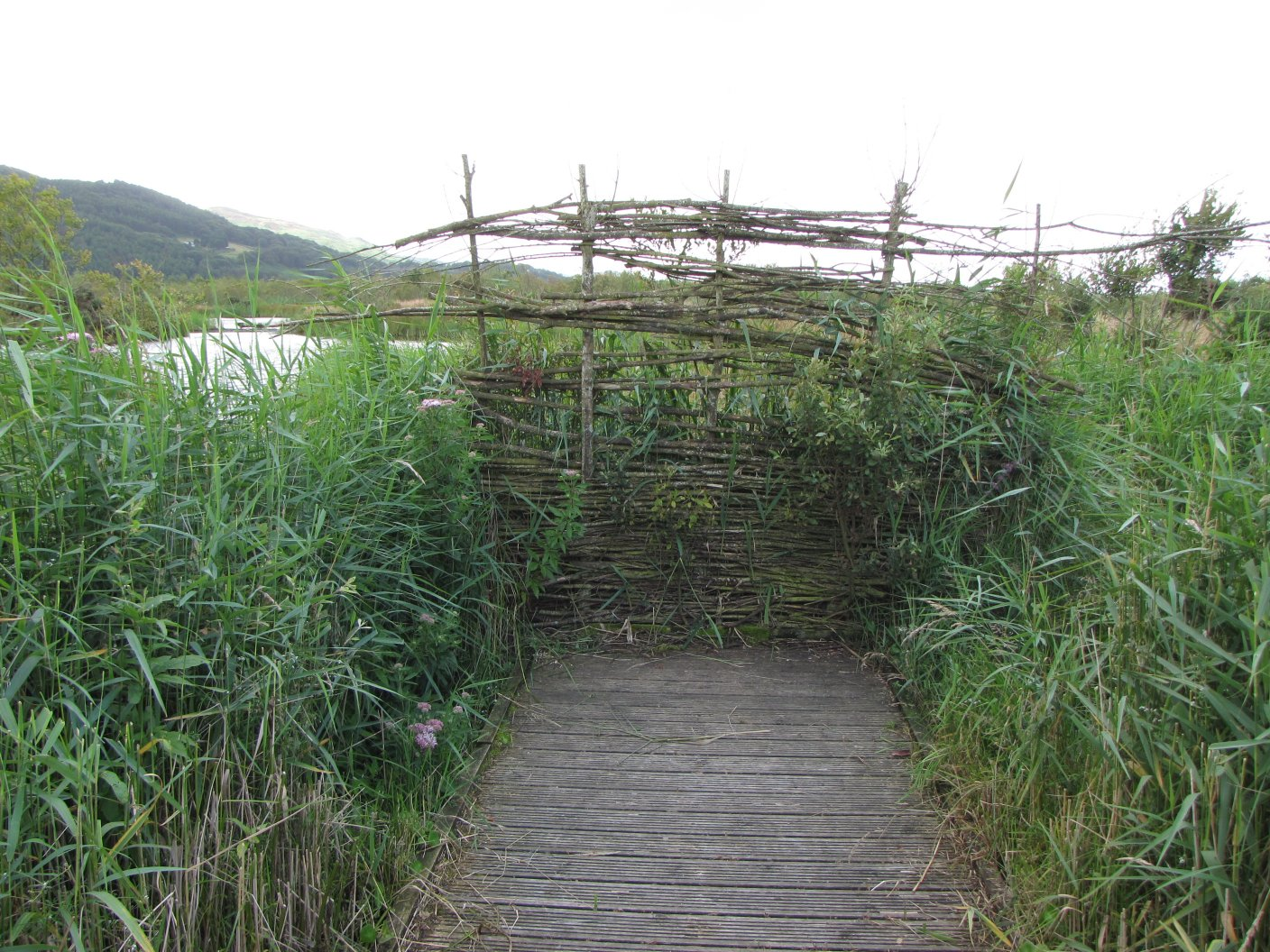
Jednoduchý maskovaný kryt z větví
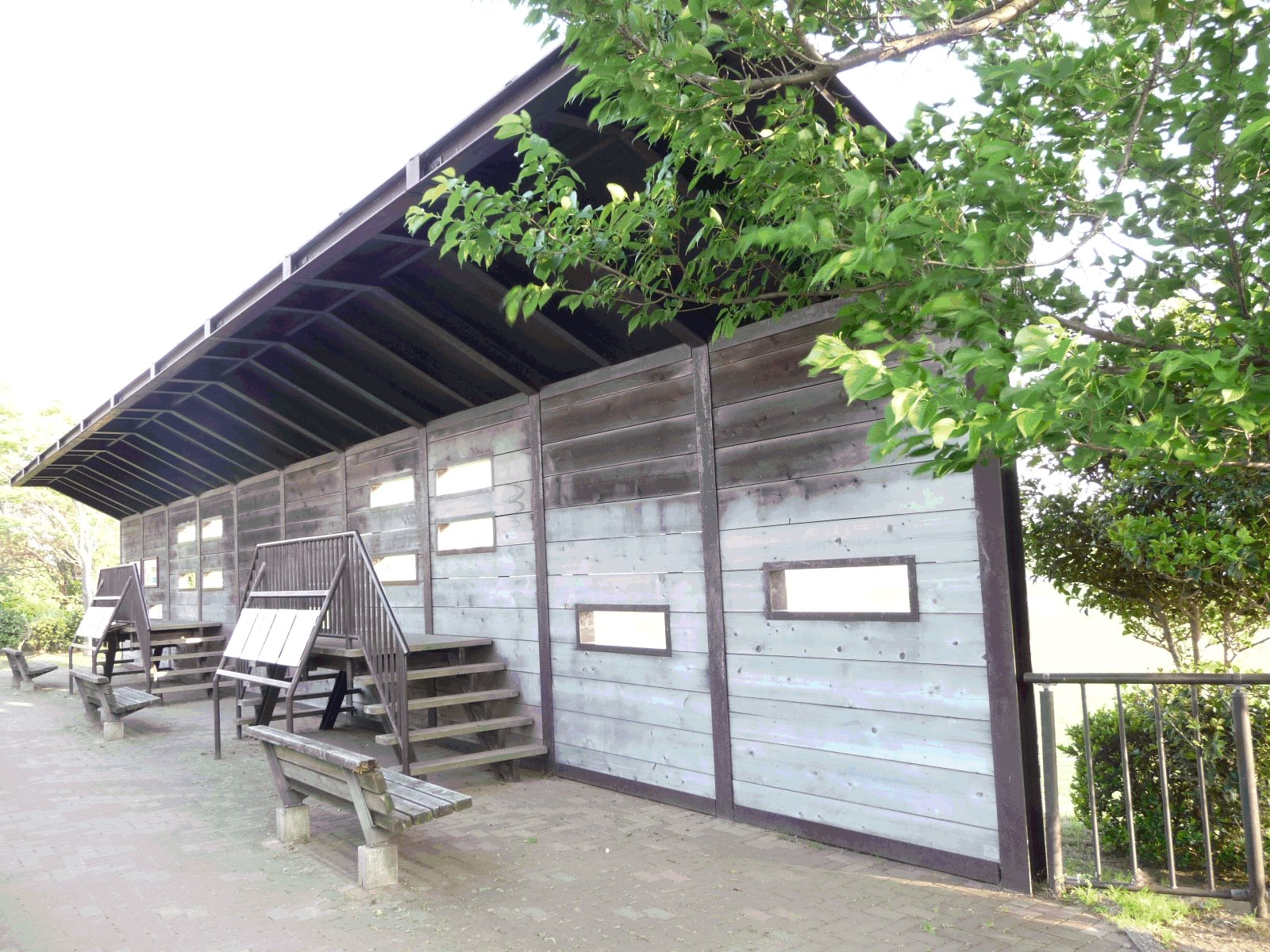
Jednoduchá dřevěná stěna
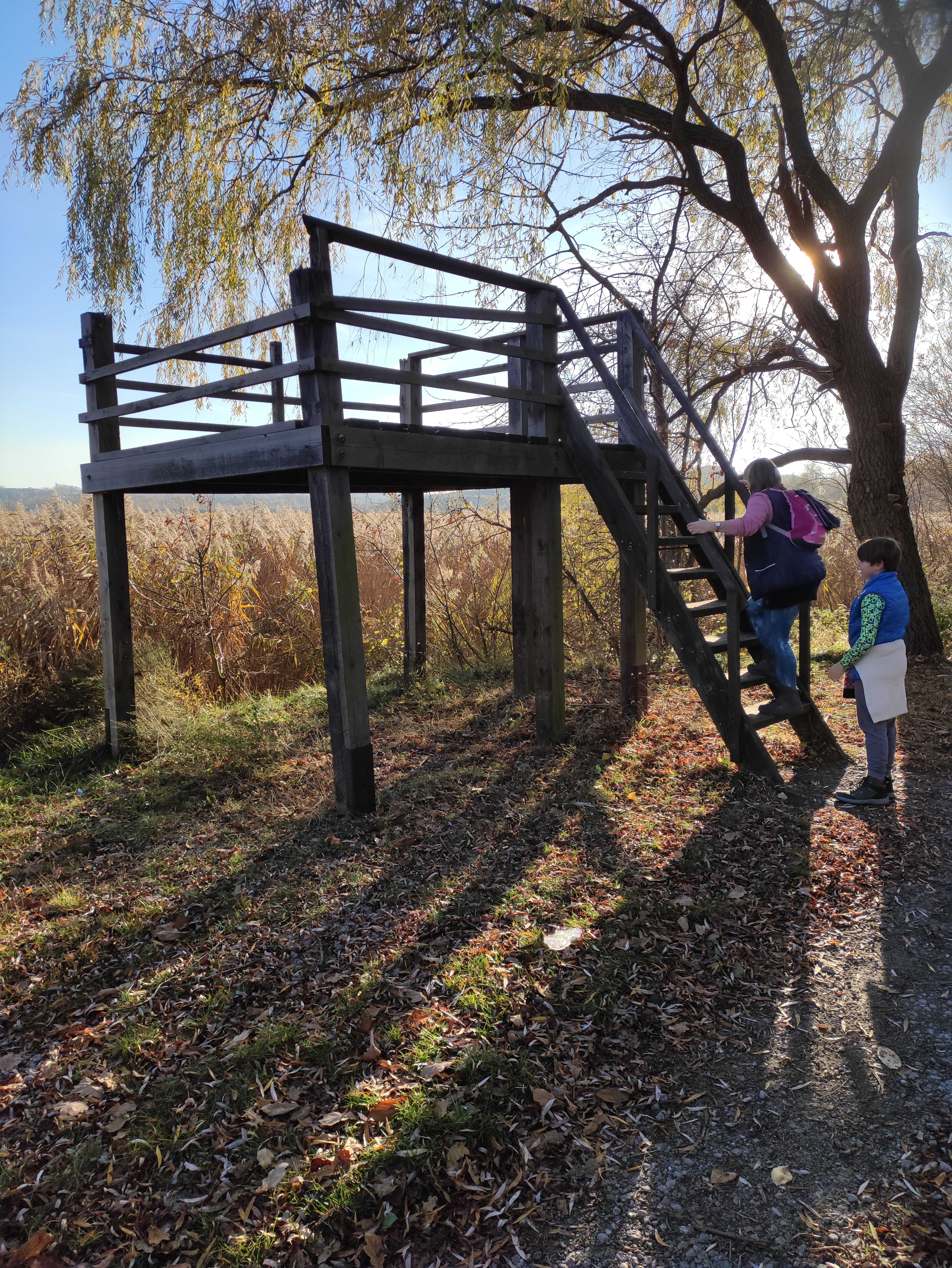
Jednoduchá příhradová konstrukce
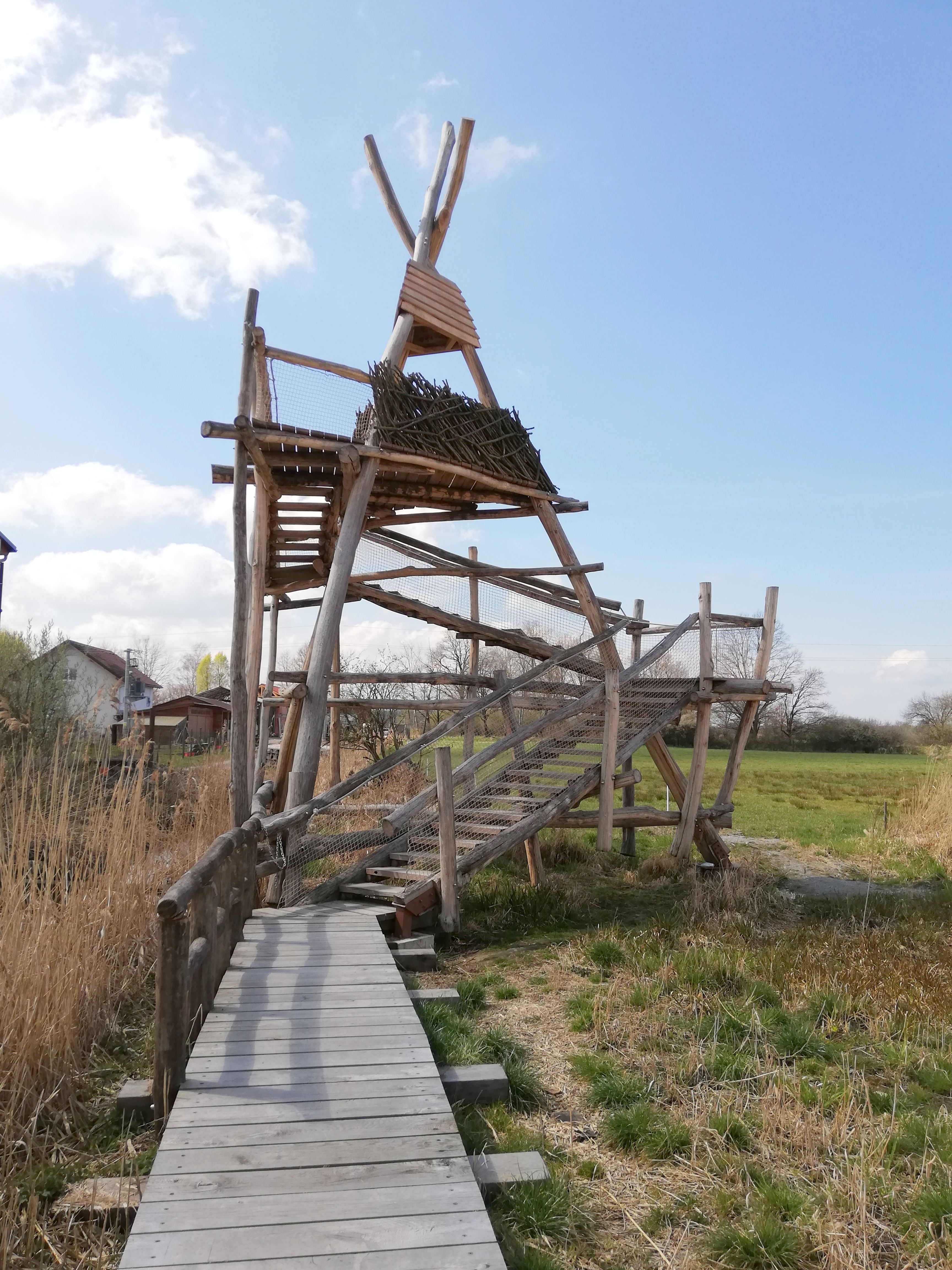
Jednoduchá příhradová konstrukce
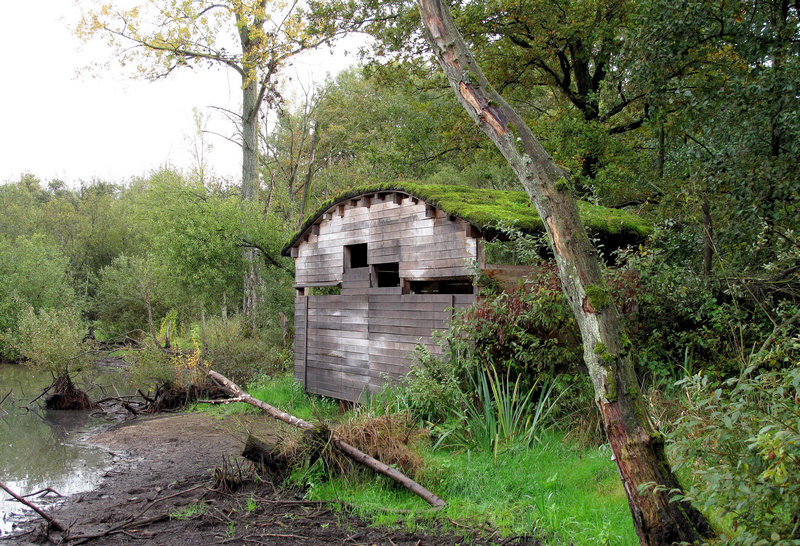
Jednoduchá dřevěná budova
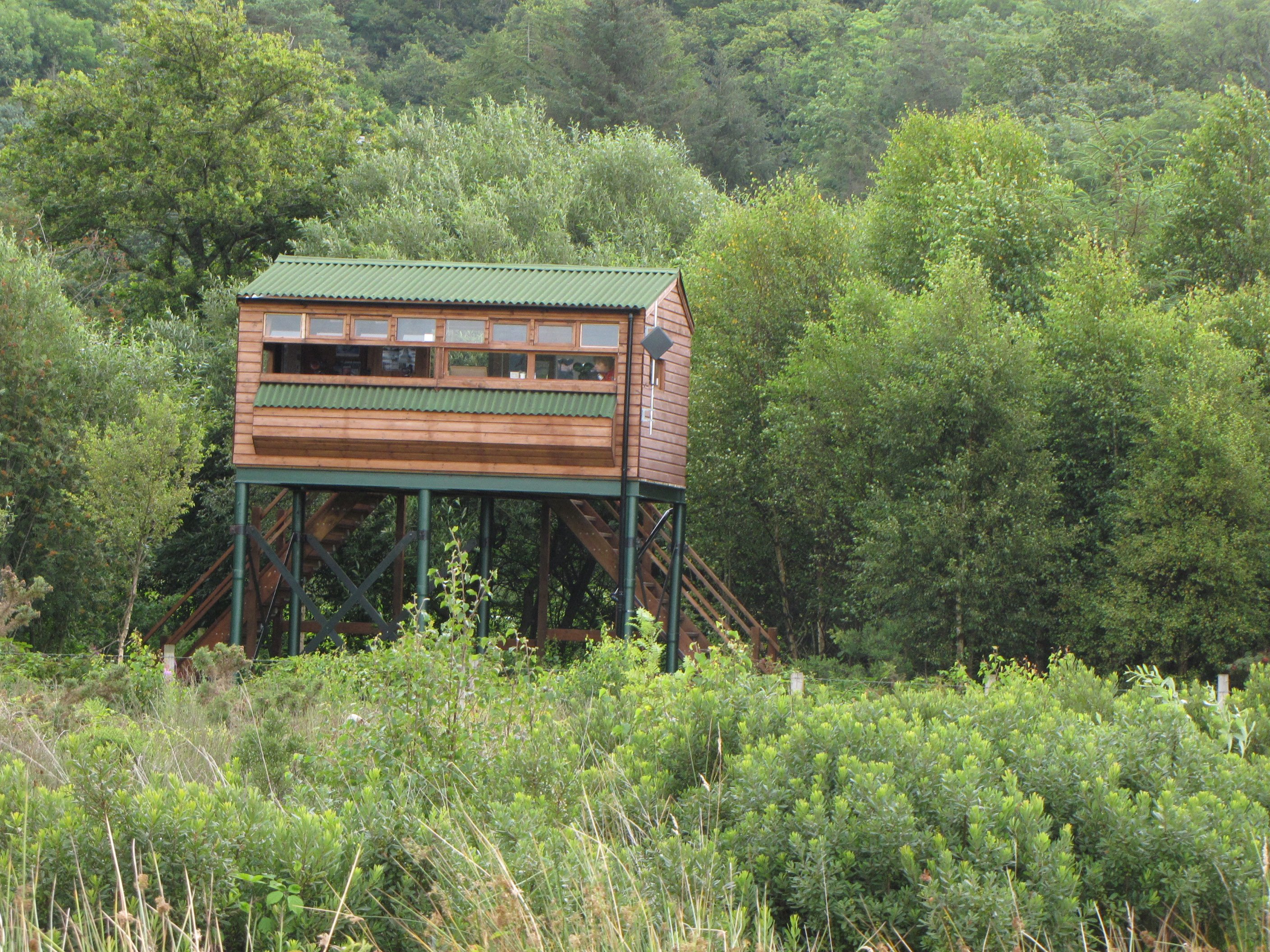
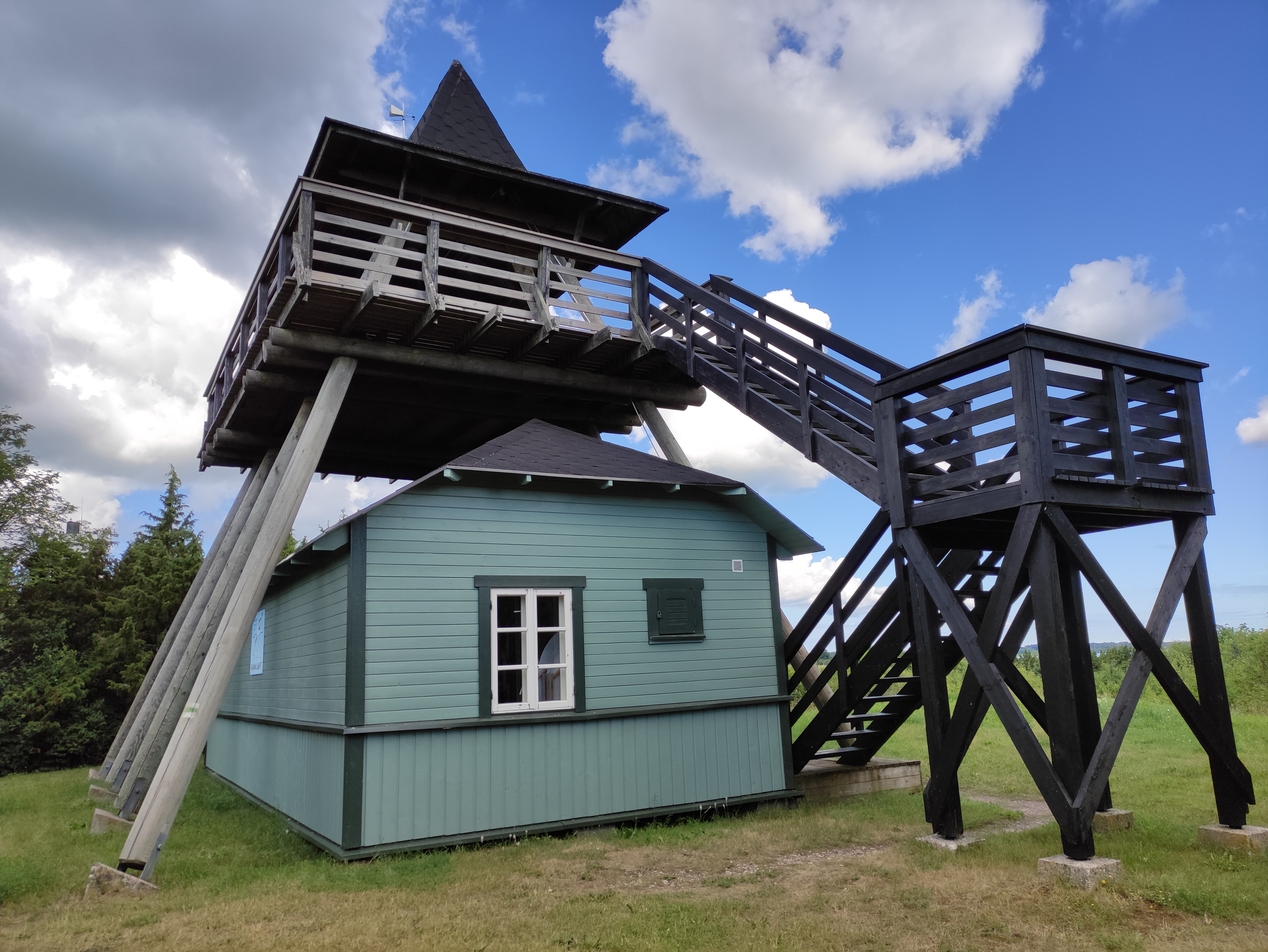
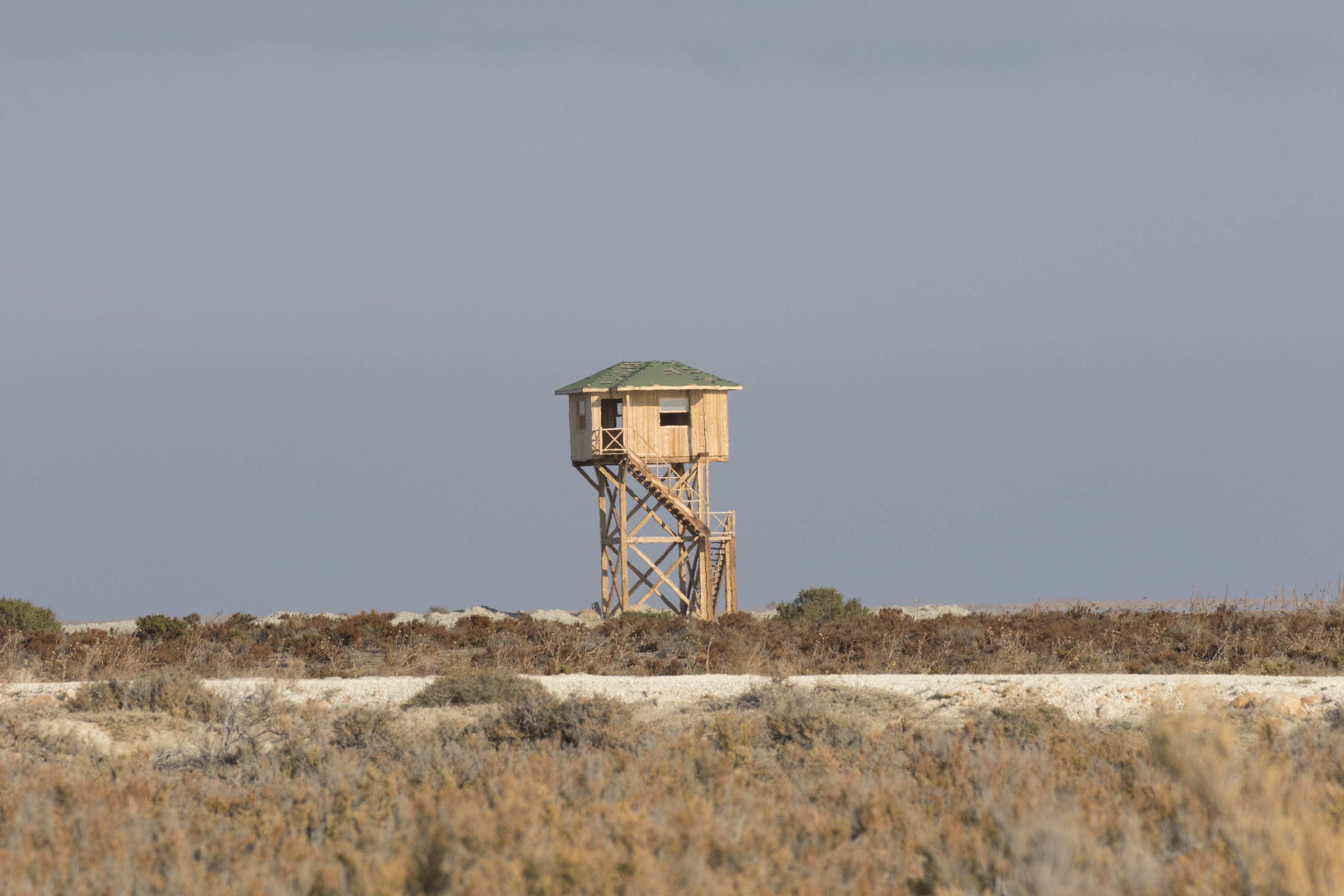
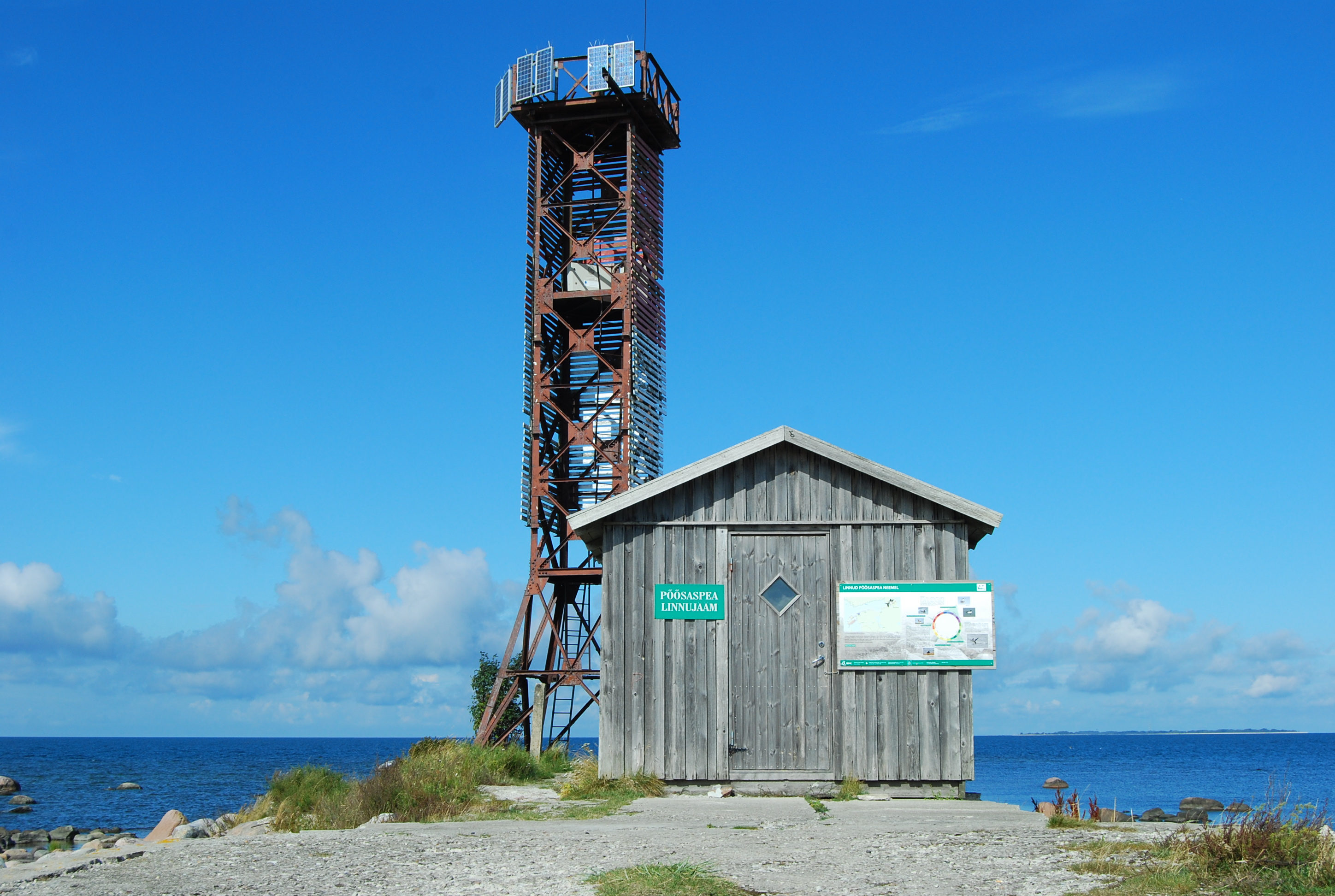
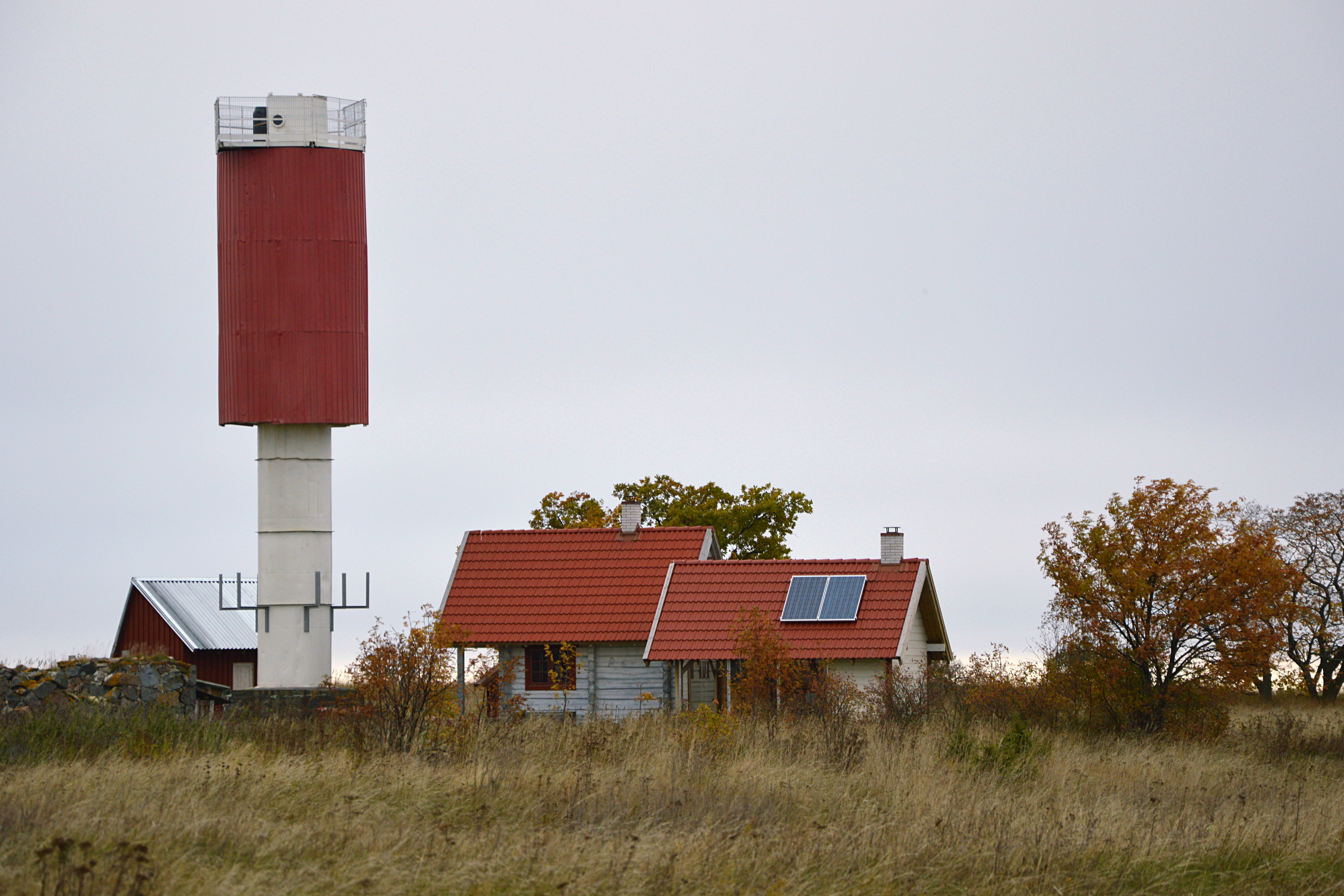
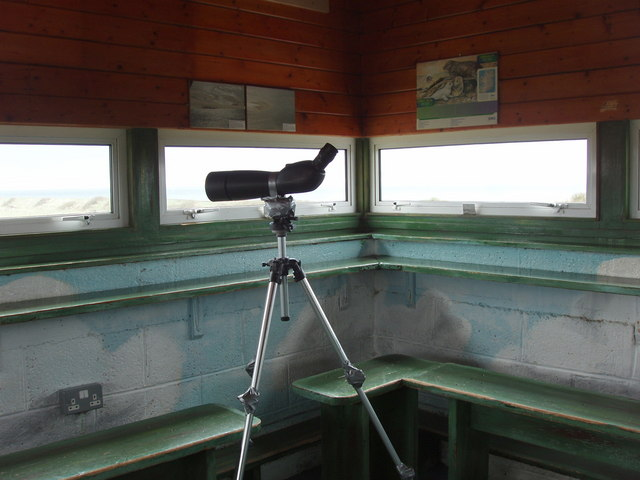
Profesionální vybavení